# Марина Мунћан
Марина Мунћан (Панчево 6. новембар 1982) је српска атлетска репрезентативка, чија је специјалност трчања на средњих дистанцама у дисциплинама 800 м и 1.500 м. Била је чланица АК Динамо из Панчева. Данас живи у САД и такмичи се за Њу баланс тим.
У Холмделу у Њу Џерзију је 16. јуна 2012. у тркачкој дисциплини на 1.500 метара испунила је Б олимпијску норму за учешће на Летњим олимпијским играма 2012. у Лондону. Њен резултат од 4:08,33 је 22. од пријављених такмичарки.
Учествовала је на Европском првенству у Хелсинкију 2012. године у трци на 1.500 метара. Прошла је у финале резултатом 4:12.33 и у финалу је освојила 12. место резултатом 4:15.63.

## Значајнији резултати
| Година                        | Такмичење                           | Место                           | Пласман                       | Дисциплина                    | Резултат                      | Детаљи |
| Савезна Република Југославија | Савезна Република Југославија       | Савезна Република Југославија   | Савезна Република Југославија | Савезна Република Југославија | Савезна Република Југославија |        |
| ----------------------------- | ----------------------------------- | ------------------------------- | ----------------------------- | ----------------------------- | ----------------------------- | ------ |
| 1999                          | Светско првенство младих            | Бидгошћ, Пољска                 | 13.                           | 3.000 м                       | 9:27,44                       |        |
| Србија и Црна Гора            |                                     |                                 |                               |                               |                               |        |
| 2001                          | Европско првенство за јуниоре       | Гросето, Италија                | 12.                           | 1.500 м                       | 4:25,21                       |        |
| 2003                          | Европско првенство за млађе сениоре | Бидгошћ, Пољска                 | 8.                            | 1.500 м                       | 4:15,32                       |        |
| 2005                          | Медитеранске игре                   | Алмерија, Шпанија               | 9.                            | 1.500 м                       | 4:15,56                       |        |
| Србија                        |                                     |                                 |                               |                               |                               |        |
| 2007                          | Европско првенство у дворани        | Бирмингем, Уједињено Краљевство | 9.                            | 1.500 м                       | 4:14,60                       |        |
| 2007                          | Универзијада                        | Бангкок, Тајланд                | 5.                            | 1.500 м                       | 4:12,56                       |        |
| 2007                          | Светско првенство                   | Осака, Јапан                    | 10.                           | 1.500 м                       | 4:08,02                       |        |
| 2009                          | Европско првенство у дворани        | Торино, Италија                 | 8.                            | 1.500 м                       | 4:20,01                       |        |
| 2009                          | Универзијада                        | Београд, Србија                 |                               | 1.500 м                       | 4:14,13                       |        |
| 2009                          | Светско првенство                   | Берлин, Немачка                 | 34.                           | 1.500 м                       | 4:15,18                       |        |
| 2010                          | Европско првенство                  | Барселона, Шпанија              | 21.                           | 1.500 м                       | 4:19,32                       |        |
| 2011                          | Европско првенство у дворани        | Париз, Француска                | 21.                           | 1.500 м                       | 4:18,09                       |        |
| 2012                          | Европско првенство                  | Хелсинки, Финска                | 11.                           | 1.500 м                       | 4:15,63                       |        |
| 2012                          | Олимпијске игре                     | Лондон, Уједињено Краљевство    | 27.                           | 1.500 м                       | 4:11,25                       |        |

## Лични рекорди
стање 27. јун 2012
на отвореном
800 м — 2:02,86 — Brasschaat 26. јун 2009.
1.500 м — 4:08,02 — Осака, 31. август 2007. НР
миља — 4:31,52 — Волнат, 20. април 2012.
3.000 м — 9:17,04 — Загреб, 31. август 2009.
у дворани
800 м — 2:05,75 — Бостон, 11. фебруар 2011. НР
1000 м — 2:45,40 — Јуниверзити Парк, 29. јануар 2005. НР
1.500 м — 4:12,23 — Торино, 6. март 2009. НР
миља — 4:31,84 — Њујорк,	22. јануар 2011. НР
3.000 м - 9:08,44 Haverford, 05. децембар 2004.